# Klef
Klef, Klep – król Longobardów w latach 572 – 574 (lub 573 – 574) z rodu Beleos.
Klef zasiadł na tronie króla Longobardów jako następcą Alboina, z którym nie był spokrewniony. Wybrano go na króla podczas zgromadzenia w Ticninum (obecnie Pawia). Panował razem z żoną Masaną przez półtora roku. W trakcie swego panowania kontynuował ekspansję zajmując Toskanię i Umbrię. Został zamordowany w wyniku spisku pałacowego. Jego syn Autaris przejął władzę ok. 585 roku, po okresie bezkrólewia.